# Kampen om Heikkilä gård
Kampen om Heikkilä gård (finska: Taistelu Heikkilän talosta) är en finländsk dramafilm från 1936, regisserad av Teuvo Tulio och producerad av Adams Filmi. Filmen bygger på Johannes Linnankoskis novell med samma namn.
Dottern på Heikkilä gård, Anni (Regina Linnanheimo), tvingas av sin far (Heikki Tuominen) att bryta med sin pojkvän Matti Väliportti (Pentti Viljanen) och istället gifta sig med Toivo Erkkilä (Matti Lehtelä). Det framtvingade äktenskapet blir än mer plågsamt för Anni när Lehteläs tilltagande alkoholism uppenbarar sig...
Filmen var Tulios debut som regissör och han gjorde en uppföljare med samma handling, I lidelsens famn 1947. Allt filmat material av filmen har gått förlorat.

## Medverkande (urval)
- Regina Linnanheimo – Anni
- Heikki Tuominen – Annis far
- Siiri Angerkoski – Annis mor
- Matti Lehtelä – Toivo Erkkilä
- Pentti Viljanen – Matti Väliportti
- Unto Salminen – Jaakko Heikkiä